# جورج دبليو. كومستوك
جورج دبليو. كومستوك (بالإنجليزية: George W. Comstock) هو عالم وبائيات ‏ أمريكي، ولد في 7 يناير 1915 في نياجارا فولز في الولايات المتحدة، وتوفي في 2007 في سميثسبورغ في الولايات المتحدة.